# Samba (software)
Samba este un software gratuit ce pune în aplicare protocolul de rețea SMB/CIFS, dezvoltat inițial de către Andrew Tridgell. Începând cu versiunea 3, Samba oferă servicii de partajare de fișiere și imprimare pentru diferiți clienți Microsoft Windows și se poate integra cu un domeniu Windows Server, fie ca un Primary Domain Controller (PDC), fie ca membru de domeniu. Acesta poate face parte și dintr-un domeniu Active Directory.
Printre alte sisteme Unix care pot rula Samba sunt GNU / Linux, Solaris și distribuții diferite variante BSD, printre care Mac OS X Server  Apple a.

## Configurare
Configurarea Samba se realizează prin editarea unui singur fișier situat în  /etc/samba/smb.conf , un exemplu de configurație de bază fiind:
```
#============== Global Settings ===================#

[
global
]

 
workgroup
 
=
 
TOPSECRET

 
server
 
string
 
=
 
Samba
 
%v

 
wins
 
support
 
=
 
no

 
load
 
printers
 
=
 
no

#======= Seguridad =======#

 
security
 
=
 
user

 
map
 
to
 
guest
 
=
 
bad
 
user

 
guest
 
ok
 
=
 
yes

 
hosts
 
allow
 
=
 
127
.0.0.1
 
192
.168.22.0/24

 
hosts
 
deny
 
=
 
0
.0.0.0/0

#============== Share Definitions ==================#

[
Musica
]

 
comment
 
=
 
Yeah
 
\o
/.

 
path
 
=
 
/media/Yakumo/Musica/

 
available
 
=
 
yes

 
browsable
 
=
 
yes

 
writable
 
=
 
no

[
Videos
]

 
copy
 
=
 
Musica

 
comment
 
=
 
Videos
 
frikis.

 
path
 
=
 
/media/Yakumo/Videos/

[
box
]

 
copy
 
=
 
Musica

 
comment
 
=
 
Guardar
 
aqui.

 
path
 
=
 
/media/Yakumo/Videos/

 
writable
 
=
 
yes

```